# Державне агентство України з питань мистецької освіти
Державне агентство України з питань мистецької освіти (Держмистецтв) колишній центральний орган виконавчої влади в україні. Діяльність агентства спрямовував і координував Кабінет Міністрів України через Міністра культури та інформаційної політики.

## Історія
У грудні 2019 Кабінет Міністрів України затвердив Положення про Державне агентство України з питань мистецтв і Положення про Державне агентство України з питань мистецької освіти
27 травня 2020 Кабінет Міністрів України перейменував Державне агентство України з питань мистецтв на Державне агентство України з питань мистецтв та мистецької освіти і ліквідував Державне агентство України з питань мистецької освіти..

## Керівники
Голова агентства — Россошанська Ольга Валентинівна.